# 胡卜
胡卜，又称羊肉胡卜，是源自中华人民共和国山西的一种特色地方食品，源自1700多年前，由魏晋南北朝时期的胡人所发明。胡卜主要的原材料为羊肉和死面饼子。由于地域文化差异，在山西，不同地方制作胡卜的方法是不同的，从而形成了不同的胡卜文化。

## 起源争议
胡卜的起源素有争议，目前主流说法有两种:
- 中国魏晋南北朝时期的胡人发明。[1]
- 中国北宋政治人物司马光发明。[2]